# 서주희
서주희(1966년 10월 26일 ~ )는 대한민국의 배우이다.

## 학력
- 중앙대학교 연극영화과 졸업

## 연기 활동

### 드라마
- 2009년 SBS 특집드라마 2부작 《아버지, 당신의 자리》
- 2012년 SBS 월화미니시리즈 《드라마의 제왕》 ... 정홍주 역 (특별출연)
- 2014년 tvN 금토드라마 《갑동이》 ... 지화자 역
- 2015년 SBS 주말특별기획 《너를 사랑한 시간》 ... 김수미 역
- 2016년 tvN 금토드라마 《시그널》
- 2017년 KBS2 월화드라마 《마녀의 법정》 ... 최경자 역
- 2018년 MBC 주말특별기획 《숨바꼭질》 ... 도현숙 역

### 영화
- 2001년 《꽃섬》 ... 옥남 역
- 2004년 《언니가 이해하셔야 돼요》
- 2004년 《산정호수의 맛》
- 2005년 《너는 내 운명》 ... 규리 역
- 2011년 《아이들...》 ... 용덕 모 역
- 2016년 《가려진 시간》 ... 보육원 원장 역
- 2019년 《우상》 ... 동숙 역

## 수상
- 2001년 제21회 한국영화평론가협회상 신인여우상 《꽃섬》